# Walter Budeus

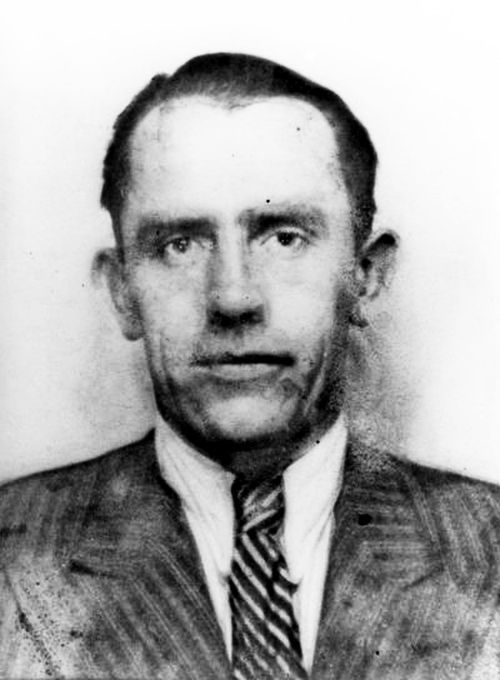
Walter Budeus

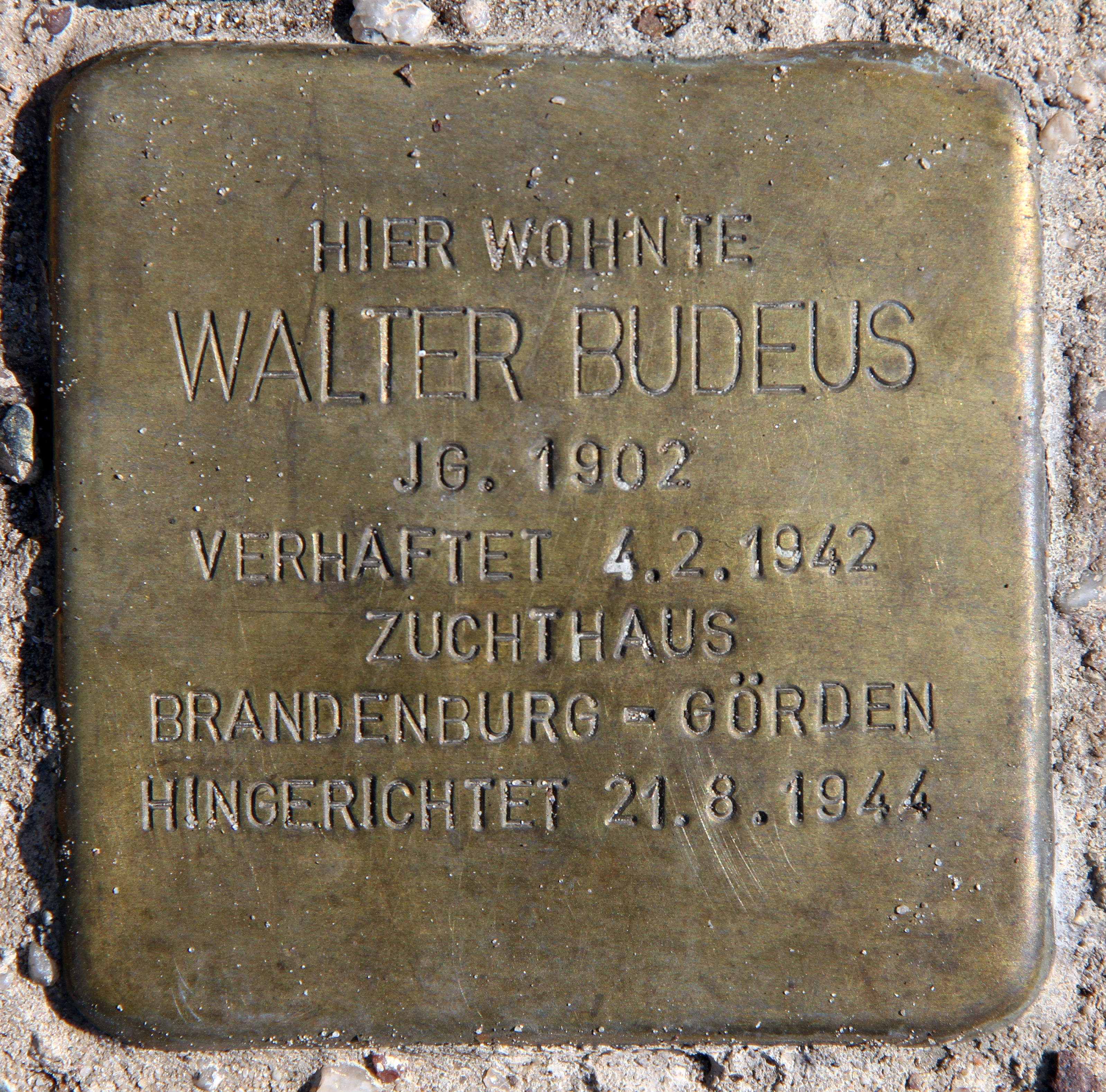
Stolperstein, Am Fölzberg 9, in Berlin-Lübars

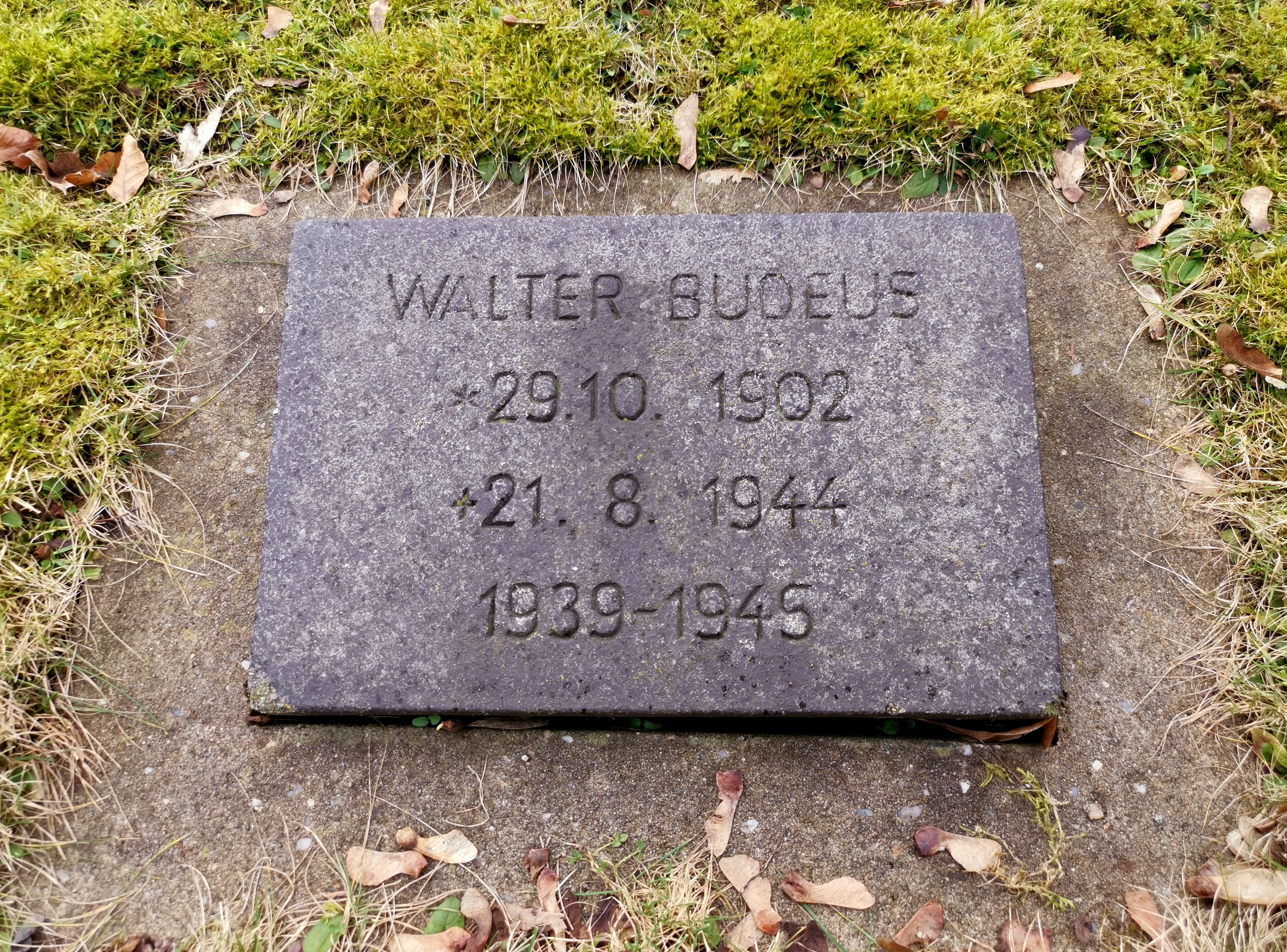
Grab auf dem Urnenfriedhof Seestraße im Wedding

Walter Budeus (* 29. Oktober 1902 in Zossen; † 21. August 1944 im Zuchthaus Brandenburg) war ein deutscher Kommunist und Widerstandskämpfer gegen den Nationalsozialismus.

## Leben
Nach einer Lehre zum Maschinenschlosser trat Budeus 1931 der Kommunistischen Partei Deutschlands (KPD) bei. Als ehemaliges Mitglied der KPD fand er aber erst 1936 Arbeit in den Deutschen Waffen- und Munitionsfabriken (DWM) in Berlin. Bereits seit 1933 beteiligte er sich am Kampf gegen das NS-Regime.
Seit 1936 baute Budeus eine illegale Betriebszelle auf, der über fünfzig Arbeiter angehörten. Ende der 1930er Jahre arbeitete Budeus eng mit Robert Uhrig und Franz Mett zusammen. Neben diesem war er nach 1939 einer der führenden kommunistischen Widerstandskämpfer in Berlin und gehörte zugleich der illegalen Berliner Leitung an. Uhrig und Budeus sammelten Informationen über die Stimmung der Bevölkerung und die Rüstungsindustrie, schrieben Flugblätter und stellten Verbindungen zu anderen kommunistischen Widerstandsgruppen her, so auch zu den Gruppen um Walter Homann und Karl Behrens. Die von Budeus organisierte Widerstandsgruppe bei den DWM aus Kommunisten, Sozialdemokraten und parteilosen Arbeitern bestand zu Beginn des Zweiten Weltkriegs aus mehr als 80 Mitgliedern.
Nach dem Überfall auf die Sowjetunion (22. Juni 1941) wuchs zunehmend die Gefahr, entdeckt zu werden. Im Februar 1942 wurde Budeus verhaftet und im KZ Sachsenhausen und dem Zuchthaus Brandenburg inhaftiert. Er wurde am 7. Juni 1944 vom Volksgerichtshof zum Tode verurteilt und am 21. August 1944 im Zuchthaus Brandenburg mit dem Fallbeil enthauptet.
Walter Budeus wurde auf dem Urnenfriedhof Seestraße im Wedding beigesetzt (Feld II K).